# Жорстка сила

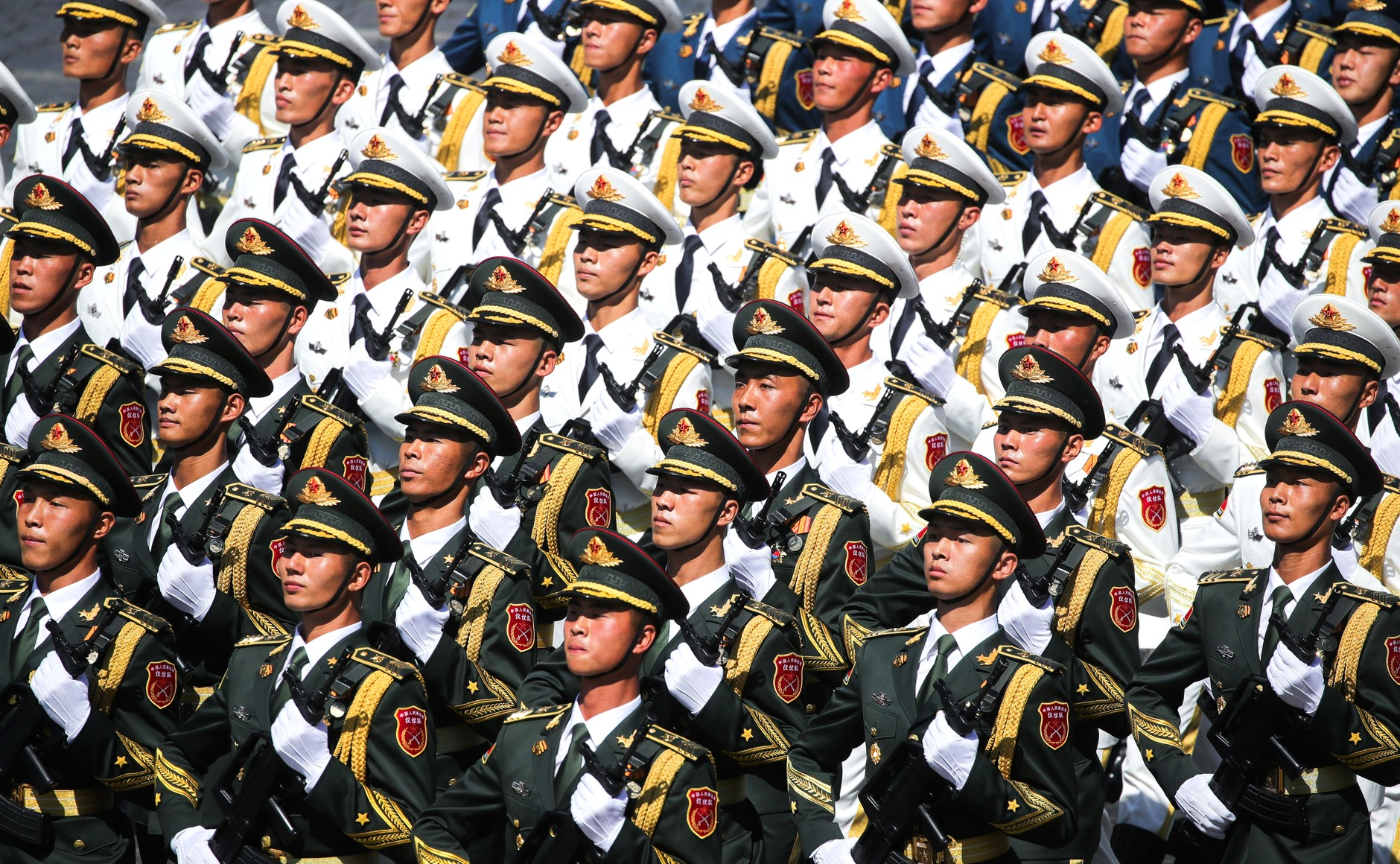
Московська армія -- приклад жорстокої сили.

Жорстка сила (англ. Hard power, можна також перекласти як жорстка влада, жорстка міць) — концепція, що обґрунтовує використання примусу або винагороди задля досягнення цілей, тобто військової й економічної сили задля примушення інших суб'єктів міжнародної політики до потрібної поведінки. Жорстка сила є противагою м'якій силі.
У сучасному вигляді концепція створена і розвинена американським вченим Джозефом Наєм.

## Історія
Про «жорстку силу» як спосіб досягнення цілей писали у різні історичні періоди. Нікколо Мак'явеллі у трактаті «Державець» писав про жорстку силу як про володіння військовим потенціалом, Томас Гоббс у праці «Левіафан, або Матерія, форма і влада держави церковної та громадянської» визначав жорстку силу як сукупність військової, економічної і фінансової сил, Ганс Моргентау жорсткою силою вважав політичну владу, оскільки «військова сила є найважливішим чинником політичної влади».

## Приклади застосування «жорсткої сили»
- розподіл Чорномоського флоту (1997)[4]
- вторгнення Радянського Союзу в Афганістан (1979)[2]
- вторгнення НАТО в Афганістан (2001)[5]
- вторгнення США в Ірак (2003)[2]
- політика США щодо Ірану[1]
- «газовий конфлікт» між Росією й Україною (2005—2006 рр.)[4]